# Chacrise
Chacrise település Franciaországban, Aisne megyében. Lakosainak száma 367 fő (2022. január 1.). Chacrise Acy, Ambrief, Buzancy, Droizy, Hartennes-et-Taux, Muret-et-Crouttes, Nampteuil-sous-Muret, Rozières-sur-Crise és Serches községekkel határos.

## Népesség
A település népességének változása:
| Lakosok száma | 288  | 296  | 320  | 309  | 340  | 357  | 361  | 365  | 365  | 367  |
|               | 1968 | 1982 | 1990 | 2006 | 2013 | 2015 | 2017 | 2019 | 2020 | 2022 |